# Дегтев (село)
Дегтев (укр. Дігтів) — село в Владимир-Волынской городской общине Владимирского района Волынской области Украины.
Население по переписи 2001 года составляет 341 человек. Почтовый индекс — 44742. Телефонный код — 3342. Занимает площадь 1,247 км².